# Пам'ятки культурної спадщини Микулинецької громади
У статті наведений перелік об'єктів культурної спадщини Микулинецької громади Тернопільського району Тернопільської области України.

## Пам'ятки археології
| №  | Назва                    | Дата | Адреса | Охоронний номер | Документ про взяття на облік                                                                |
| -- | ------------------------ | --- | --- | --------------- | ------------------------------------------------------------------------------------------- |
| 1  | Поселення Варваринці І   | мезоліт (кінець ІХ-VI тис. до н. е.), енеоліт (IV—ІІІ тис. до н. е.)                                                | с. Варваринці, вершина правого берега р. Серет, південні околиці села                                                                       | 2734            | Наказ управління культури обласної державної адміністрації від 18.10.2005 № 112             |
| 2  | Поселення Варваринці ІІ  | трипільська культура (IV-кінець ІІІ тис. до н. е.)                                                                  | с. Варваринці, правий берег р. Серет, в центрі села                                                                                         | 2735            | Наказ управління культури обласної державної адміністрації від 18.10.2005 № 112             |
| 3  | Поселення Варваринці ІІІ | ранній залізний вік (І тис. до н. е.)                                                                               | с. Варваринці, урочище “Поле” | 2733            | Наказ управління культури обласної державної адміністрації від 18.10.2005 № 112             |
| 4  | Поселення Воля І         | західно-подільська група скіфського часу (ІІ пол. VII – V (можливо IV) ст. до н. е.)                                | с. Воля, урочище Поле за городами | 1228            | Рішення виконкому Тернопільської обласної ради від 14.07.1989 № 162                         |
| 5  | Поселення Воля ІІ        | трипільська культура (IV-кінець ІІІ тис. до н.е.)                                                                   | с. Воля, урочище За Городами | 1245            | Рішення виконкому Тернопільської обласної ради від 14.07.1989 № 162                         |
| 6  | Поселення Воля ІІІ       | західно-подільська група скіфського часу ІІ пол. VII – V (можливо IV) ст. до н. е.), давньоруський час (Х-ХІІІ ст.) | с. Воля, на південний схід від села | 2739            | Розпорядження Представника Президента України у Тернопільській області від 25.06.1992 № 148 |
| 7  | Курган Воля IV           | недатовано | с. Воля, урочище За Левадою | 2737            | Розпорядження Представника Президента України у Тернопільській області від 25.06.1992 № 148 |
| 8  | Поселення Воля IV        | культура Ноа (ХІІІ-ХІІ ст. до н. е. )                                                                               | с. Воля, урочище Осінська долина | 2738            | Розпорядження Представника Президента України у Тернопільській області від 25.06.1992 № 148 |
| 9  | Майстерня Воля V         | західноподільсь-ка група скіфського часу (ІІ пол. VII – V ст. до н. е.)                                             | с. Воля, на південний схід від села, на схід від Воля IV                                                                                    | 2736            | Наказ управління культури обласної державної адміністрації від 18.10.2005 № 112             |
| 10 | Поселення Воля VII       | комарівсько-тшинецька культура (XVI – XII ст. до н. е.), давньоруський час (ХІІ – ХІІІ ст.)                         | с. Воля, північно-західна частина села, лівий берег р. Серет                                                                                | 1750            | Наказ управління культури обласної державної адміністрації від 27.01.2010 № 16              |
| 11 | Поселення Дарахів І      | давньоруський час (ХІІ – ХІІІ ст.)                                                                                  | с. Дарахів, південно-східні околиці села, 3-я надзаплавна тераса і вершина мисоподіб-ного пагорбу, обмеженого з півночі долиною р. Брушвиця | 1667            | Наказ управління культури обласної державної адміністрації від 27.01.2010 № 16              |
| 12 | Поселення Дарахів ІІ     | пізня бронза (XVII – IX ст. до н. е.); черняхівська культура (ІІІ-IV ст. н. е.)                                     | с. Дарахів, 500 м від північно-східних околиць села, І – ІІ надзаплавні тераси і вершина лівого берега р. Брушвиця                          | 1668            | Наказ управління культури обласної державної адміністрації від 27.01.2010 № 16              |
| 13 | Поселення Дарахів ІІІ    | пізня бронза (XVII – IX ст. до н. е.); давньоруський час (ХІІ – ХІІІ ст.)                                           | с. Дарахів, північно-східна частина села, І – ІІ надзаплавні тераси лівого берега р. Брушвиця                                               | 1669            | Наказ управління культури обласної державної адміністрації від 27.01.2010 № 16              |
| 14 | Поселення Дарахів IV     | черняхівська культура (ІІІ-IV ст. н. е.)                                                                            | с. Дарахів, 1,5 км на схід від околиць села, високий лівий берег ставу, що біля с. Кам'янки                                                 | 1678            | Наказ управління культури обласної державної адміністрації від 27.01.2010 № 16              |
| 15 | Поселення Дарахів V      | ранній залізний вік (І тис. до н. е.); черняхівська культура (ІІІ-IV ст. н. е.)                                     | с. Дарахів, 1,5 км на південь від південних околиць села, І надзаплавна тераса правого берега ставу                                         | 1679            | Наказ управління культури обласної державної адміністрації від 27.01.2010 № 16              |
| 16 | Поселення Дарахів VI     | черняхівська культура (ІІІ-IV ст. н. е.)                                                                            | с. Дарахів, 1 км на південний схід від південних околиць села, І надзаплавна тераса правого берега струмка, що впадає у ставок              | 1680            | Наказ управління культури обласної державної адміністрації від 27.01.2010 № 16              |
| 17 | Поселення Дружба І       | ранній залізний вік (І тис. до н. е.)                                                                               | смт Дружба, урочище “Кар’єр цегельного заводу”, на захід від села                                                                           | 2750            | Наказ управління культури обласної державної адміністрації від 18.10.2005 № 112             |
| 18 | Поселення Заздрість І    | давньоруський час (ХІІ-ХІІІ ст.)                                                                                    | с. Заздрість, урочище “Могилки або Галиська”, біля каналу                                                                                   | 2751            | Наказ управління культури обласної державної адміністрації від 18.10.2005 № 112             |
| 19 | Курган Заздрість ІІ      | недатовано | с. Заздрість, урочище “Галисько”, на південний захід від села                                                                               | 2752            | Наказ управління культури обласної державної адміністрації від 18.10.2005 № 112             |
| 20 | Поселення Заздрість ІІІ  | черняхівська культура (ІІІ-IV ст. н. е.)                                                                            | с. Заздрість, центральна частина села, правий берег струмка                                                                                 | 1816            | Наказ управління культури обласної державної адміністрації від 09.02.2012 № 14              |
| 21 | Стоянка Кривки І         | мезоліт (кінець ІХ-VI тис. до н. е.)                                                                                | с. Кривки, західні (? В Ситника) (північно-східні ? - наших списках) околиці села, на високому правому березі Серету                        | 2760            | Розпорядження Представника Президента України у Тернопільській області від 25.06.1992 № 148 |
| 22 | Поселення Кривки ІІ      | мезоліт – енеоліт (VI – III тис. до н. е.)                                                                          | с. Кривки, північно-східні околиці села, зліва від автодороги Микулинці - Кривки                                                            | 1547            | Наказ управління культури обласної державної адміністрації від 27.01.2010 № 16              |
| 23 | Поселення Кривки ІІІ     | західно-подільська група скіфського часу (ІІ пол. VII – V ст. до н. е.); давньоруський час (ХІІ – ХІІІ ст.)         | с. Кривки, північно-східні околиці села, зліва від автодороги Микулинці – Кривки, 40 м на схід від мосту через р. Серет                     | 1548            | Наказ управління культури обласної державної адміністрації від 27.01.2010 № 16              |
| 24 | Стоянка Микулинці І      | мезоліт (кінець ІХ-VI тис. до н. е.)                                                                                | смт Микулинці, урочище Колишній Кар'єр, північно-східні околиці селища, на правому березі Серету                                            | 2766            | Розпорядження Представника Президента України у Тернопільській області від 25.06.1992 № 148 |
| 25 | Поселення Микулинці ІІ   | західноподільсь-ка група скіфського часу (ІІ пол. VII – V (можливо IV) ст. до н. е.)                                | смт Микулинці, правий берег р. Серет, в районі автостанції                                                                                  | 2767            | Наказ управління культури обласної державної адміністрації від 18.10.2005 № 112             |
| 26 | Городище Микулинці ІІІ   | давньоруський час (Х – ХІІІ ст.) (літописне місто Микулин)                                                          | смт Микулинці, правий берег р. Серет, в районі замку                                                                                        | 2765            | Наказ управління культури обласної державної адміністрації від 18.10.2005 № 112             |
| 27 | Поселення Микулинці IV   | ранній залізний вік (І тис. до н. е.); давньоруський час (ХІІ – ХІІІ ст.)                                           | смт Микулинці, північні околиці селища, 200 м на північний схід від пивзаводу, лівий берег безіменного струмка                              | 1641            | Наказ управління культури обласної державної адміністрації від 27.01.2010 № 16              |
| 28 | Стоянка Налужжя І        | пізній палеоліт (40-10 тис. років тому)                                                                             | с. Налужжя, лівий берег р. Серет, територія цегельного заводу                                                                               | 2771            | Наказ управління культури обласної державної адміністрації від 18.10.2005 № 112             |

## Пам'ятки архітектури
| №   | Назва                               | Дата            | Адреса                                 | Охоронний номер | Документ про взяття на облік                                         |
| --- | ----------------------------------- | --------------- | -------------------------------------- | --------------- | -------------------------------------------------------------------- |
| 1.  | Костел (мур.)                       | ХІХ ст.         | с. Дарахів                             | 220             | рішення Тернопільського облвиконкому від 05.12.1986 р. № 343         |
| 2.  | Дзвіниця костелу (мур.)             | початок ХІХ ст. | с. Дарахів                             | 221             | рішення Тернопільського облвиконкому від 05.12.1986 р. № 343         |
| 3.  | Церква Успення (мур.)               | 1910 р.         | с. Дарахів                             | 466/1           | рішення Тернопільського облвиконкому від 31.03.1992 р. № 30          |
| 4.  | Дзвіниця церкви Успення (мур.)      | 1910 р.         | с. Дарахів                             | 466/2           | рішення Тернопільського облвиконкому від 31.03.1992 р. № 30          |
| 5.  | Будівлі і споруди садиби Сліпих     | 1860-1870 рр.   | с. Заздрість                           |                 | Розпорядження голови ОДА від 02.07.1999 р. № 247                     |
| 6.  | Водяний млин                        | 1912 р.         | с. Зубів                               | 2128            | рішення Тернопільського облвиконкому від 06.10.1994 р. №44           |
| 7.  | Церква Успіння Пресвятої Діви Марії | 1874 р.         | с. Налужжя                             | 2117            | рішення Тернопільського облвиконкому від 06.10.1994 р. №44           |
| 8.  | Млин (мур.)                         | 1911 р.         | с. Струсів                             | 1915            | розпорядження Представника Президента України від 22.02.1993 р. № 58 |
| 9.  | Синагога (мур.)                     | ХІХ ст.         | с. Струсів                             | 1916            | розпорядження Представника Президента України від 22.02.1993 р. № 58 |
| 10. | Церква монастиря Василіан (мур.)    | XVIII ст.       | с. Струсів                             | 213             | рішення Тернопільського облвиконкому від 05.12.1986 р. № 343         |
| 11. | Келії язичників (мур.)              | ІХ ст.          | с. Струсів                             | 214             | рішення Тернопільського облвиконкому від 05.12.1986 р. № 343         |
| 12. | Церква св. Миколая (мур.)           | ХІХ ст.         | с. Струсів                             | 215             | рішення Тернопільського облвиконкому від 05.12.1986 р. № 343         |
| 13. | Костел (мур.)                       | 1893-1902 рр.   | с. Струсів                             | 216             | розпорядження Представника Президента України від 22.02.1993 р. № 58 |
| 14. | Палац (мур.)                        | XVIII ст.       | с. Струсів                             | 227/1           | рішення Тернопільського облвиконкому від 05.12.1986 р. № 343         |
| 15. | Парк                                | XVIII ст.       | с. Струсів                             | 227/2           | розпорядження Представника Президента України від 22.02.1993 р. № 58 |
| 16. | Парк палацу                         | XVIII ст.       | смт Микулинці                          | 2116            | рішення Тернопільського облвиконкому від 06.10.1994 р. №44           |
| 17. | Житловий будинок (мур.)             | ХІХ ст.         | смт Микулинці вул. Грушевського, 64    | 206             | рішення Тернопільського облвиконкому від 05.12.1986 р. № 343         |
| 18. | Церква Святої Трійці                | 1889 р.         | смт Микулинці вул. Л.Українки, 3       | 2115            | рішення Тернопільського облвиконкому від 06.10.1994 р. №44           |
| 19. | Житловий будинок адвоката (мур.)    | 1912 р.         | смт Микулинці вул. Степана Бандери, 11 | 64              | рішення Тернопільського облвиконкому від 09.08.1982 р. № 401         |
| 20. | Замок (мур.)                        | XVI-XVIII ст.   | смт Микулинці вул. Хоткевича, 2-а      | 679             | постанова Ради Міністрів УРСР від 24 серпня 1963 р. № 970            |
| 21. | Троїцький костел (мур.)             | 1761-1779 р.    | смт Микулинці вул. Хоткевича, 11       | 681             | постанова Ради Міністрів УРСР від 24 серпня 1963 р. № 970            |
| 22. | Палац (мур.)                        | XVIII-ХІХ ст.   | смт Микулинці вул. Хоткевича, 2        | 680             | постанова Ради Міністрів УРСР від 24 серпня 1963 р. № 970            |

## Пам'ятки історії
| №  | Назва | Дата                   | Адреса                                                                                         | Охоронний номер | Документ про взяття на облік |
| -- | --- | ---------------------- | ---------------------------------------------------------------------------------------------- | --------------- | --- |
| 1  | Могила воїна Радянської армії Шахабудуїмова Б. | 1953 р.                | с. Дарахів                                                                                     | 539             | Рішення виконкому Тернопільської обласної ради від 22.03.1971 р. № 147                                                                                       |
| 2  | Братська могила воїнів Радянської армії | 1953 р.                | с. Дарахів, кладовище                                                                          | 770             | Рішення виконкому Тернопільської обласної ради від 22.03.1971 р. № 147                                                                                       |
| 3  | Пам'ятний знак (скульптура Матері Божої) на честь скасування панщини | 1848 р., відн. 1990 р. | с. Дарахів, центр                                                                              | 1856            | Розпорядження Представника Президента України в Тернопільській області від 25.06.1992 р. № 148                                                               |
| 4  | Пам'ятний знак (хрест) «За тверезість» | 1874 р.                | с. Дарахів, центр, біля автодороги Тернопіль-Бучач                                             | 4360-Тр (3213)  | Наказ управління культури Тернопільської обласної державної адміністрації від 27.01.2010 р. № 16, Наказ Міністерства культури України від 23.01.2012 р. № 51 |
| 5  | Пам'ятний знак воїнам-землякам, які загинули в роки Другої світової війни | 1985 р.                | с. Дворіччя                                                                                    | 967             | Рішення виконкому Тернопільської обласної ради від 26.08.1986 р. № 250                                                                                       |
| 6  | Садиба патріарха УГКЦ, кардинала Сліпого Йосифа |                        | с. Заздрість, територія монастиря                                                              | 1832            | Розпорядження Голови Тернопільської обласної державної адміністрації від 08.09.1999 р. № 377                                                                 |
| 7  | Пам'ятний знак воїнам-землякам, які загинули в роки Другої світової війни | 1970 р.                | с. Заздрість, центр                                                                            | 774             | Рішення виконкому Тернопільської обласної ради від 22.03.1971 р. № 147                                                                                       |
| 8  | Пам'ятне місце, де знаходився польовий аеродром 728 і 32 авіаполків 256 Київської авіадивізії | 1985 р.                | с. Зубів, поле, біля автодороги, 4 км від перехрестя Дарахів-Теребовля                         | 975             | Рішення виконкому Тернопільської обласної ради від 26.08.1986 р. № 250                                                                                       |
| 9  | Пам'ятний знак розстріляним воїнам Української Повстанської Армії (104 чол.) | 27.03.1944 р.          | с. Нова Брикуля, за церквою, зправа від дороги на кладовище                                    | 1841            | Наказ управління культури Тернопільської обласної державної адміністрації від 18.10.2005 р. № 112                                                            |
| 10 | Пам'ятний знак воїнам-землякам, які загинули в роки Другої світової війни | 1980 р.                | с. Різдвяне, напроти сільської ради                                                            | 905             | Рішення виконкому Тернопільської обласної ради від 25.01.1982 р. № 34                                                                                        |
| 11 | Садиба-будинок-Гірняків, де народилися і проживали Гірняк Никифор – вояк УСС і УГА, проф. Юліян Гірняк - член НТШ, Йосиф Гірняк – режисер і актор театру „Березіль”, Володимир Гірняк – січовий стрілець, Ігор Гірняк – вояк УПА. |                        | с. Струсів, зправа від головної дороги за пам'ятником радянським воїнам                        | 1869            | Рішення виконкому Тернопільської обласної ради від 19.08.1994 р. № 14                                                                                        |
| 12 | Садиба-будинок Ситників-Сліпих, де бував кардинал Йосиф Сліпий, проживали Йосиф Ситник - активний діяч "Просвіти" на Теребовлянщині, художник-імпресіоніст Ярослав Крушельницький , Родіон Сліпий - вояк УСС, УГА, дивізії "Галичина", УПА, лікар, Ольга Сліпа - перекладач з англійської; тут померла мати ЧСВВ /Чину святого Василія Великого/ Северина Паріллі - історик, філолог, професор гімназії сестер-василіанок у Львові. |                        | с. Струсів, зправа від головної дороги за пам'ятником радянським воїнам. Поруч садиби Гірняків | 3333            | Рішення виконкому Тернопільської обласної ради від 19.08.1994 р. № 14                                                                                        |
| 13 | Братська могила воїнів Радянської армії | 1954 р., рек., 1981 р. | с. Струсів, біля головної дороги                                                               | 870             | Рішення виконкому Тернопільської обласної ради від 22.03.1971 р. № 147                                                                                       |
| 14 | Могила поета Будного Степана | 1961 р.                | с. Струсів, кладовище                                                                          | 789             | Рішення виконкому Тернопільської обласної ради від 22.03.1971 р. № 147                                                                                       |
| 15 | Могила письменника, в’язня Берези Картузької Іванчука Адріана | 1951 р.                | с. Струсів, кладовище, біля дороги на с. Заздрість                                             | 788             | Рішення виконкому Тернопільської обласної ради від 22.03.1971 р. № 147                                                                                       |
| 16 | Пам'ятний знак воїнам-землякам, які загинули в роки Другої світової війни | 1985 р.                | с. Хмелівка, біля сільської ради                                                               | 977             | Рішення виконкому Тернопільської обласної ради від 26.08.1986 р. № 250                                                                                       |
| 17 | Братська могила воїнів Радянської армії, у якій захоронений Герой Радянського Союзу Сенчихин П. | 1954 р.                | смт Микулинці                                                                                  | 955             | Рішення виконкому Тернопільської обласної ради від 22.03.1971 р. № 147                                                                                       |
| 18 | Єврейське кладовище | XVIII ст.              | смт Микулинці                                                                                  | 3298            | Наказ управління культури Тернопільської обласної державної адміністрації від 09.09.2016 р. № 121-од                                                         |
| 19 | Могила воїна Радянської армії Арутюнова | 1959 р.                | смт Микулинці                                                                                  | 544             | Рішення виконкому Тернопільської обласної ради від 22.03.1971 р. № 147                                                                                       |
| 20 | Пам'ятник жертвам фашизму | 1969 р.                | смт Микулинці                                                                                  | 545             | Рішення виконкому Тернопільської обласної ради від 22.03.1971 р. № 147                                                                                       |

## Пам'ятки монументального мистецтва
| № | Назва                                             | Дата                                                     | Адреса                                                 | Охоронний номер | Документ про взяття на облік                                                                      |
| - | ------------------------------------------------- | -------------------------------------------------------- | ------------------------------------------------------ | --------------- | ------------------------------------------------------------------------------------------------- |
| 1 | Пам'ятник кардиналу Йосифу Сліпому                | 1994 р.                                                  | с. Заздрість, подвір'я жіночого монастиря              | 3042            | Наказ управління культури Тернопільської обласної державної адміністрації від 27.01.2010 р. № 16  |
| 2 | Пам’ятник святому Флоріану – покровителю пожежних | 1797 р., відновлено 1863 р., повторно відновлено 1903 р. | смт Микулинці, роздоріжжя вул. Л. Українки – Надрічної | 1872            | Наказ управління культури Тернопільської обласної державної адміністрації від 18.10.2005 р. № 112 |